# NGC 7239
NGC 7239 is een elliptisch sterrenstelsel in het sterrenbeeld Waterman. Het hemelobject werd op 1 oktober 1864 ontdekt door de Duitse astronoom Albert Marth.

## Synoniemen
- NPM1G -05.0643
- PGC 68388